# Krzysztof Zdonek
Krzysztof Zdonek (ur. 26 października 1963 w Piotrkowie Trybunalskim) – oficer polskiej Marynarki Wojennej w stopniu kontradmirała w stanie spoczynku, magister inżynier nawigator, morski dyplomowany oficer pokładowy, z dniem 5 listopada 2018 roku wyznaczony na stanowisko Szefa Zarządu Morskiego – Zastępcę Inspektora Marynarki Wojennej.

## Wykształcenie
W Piotrkowie Trybunalskim ukończył szkołę średnią. Jest absolwentem Wydziału Nawigacji i Uzbrojenia Okrętowego Akademii Marynarki Wojennej im. Bohaterów Westerplatte w Gdyni (1988). W tej samej uczelni w latach 2001–2002 studiował na podyplomowych studiach dowódczo-sztabowych na kierunku „Dowodzenie i kierowanie siłami morskimi”. W latach 1998–1999 ukończył studia sztabowe w Akademii Sztabowej Marynarki Wojennej USA w Newport (Stany Zjednoczone). Następnie w latach 2013–2014, ponownie studiował w Newport, na Podyplomowych Studiach Polityki Obronnej w Akademii Dowódczej Marynarki Wojennej Stanów Zjednoczonych (United States Naval Command College).

## Służba wojskowa
W 1987 został promowany na stopień podporucznika marynarki, a po ukończeniu studiów na Akademii Marynarki Wojennej, w 1988 rozpoczął służbę w 2 Brygadzie Okrętów Desantowych w Świnoujściu. Pierwsze stanowisko służbowe – asystenta okrętowego – objął na okręcie ORP „Wisła”, a już w listopadzie 1988 wyznaczony zostaje na stanowisko zastępcy dowódcy okrętu ORP „Oka”. W 1989 objął stanowisko zastępcy dowódcy ORP „Gniezno”. W 1990 mianowany na stopień porucznika marynarki. W 1993 przeniesiony na stanowisko zastępcy dowódcy ORP „Nakło” w 12 Dywizjonie Trałowców. W 1994 mianowany na stopień kapitana marynarki. W 1995 został wyznaczony na stanowisko dowódcy okrętu ORP „Gniezno”. W 2002 objął stanowisko szefa sztabu – zastępcy dowódcy 12 Dywizjonu Trałowców w Świnoujściu. W 2005 został wyznaczony na stanowisko dowódcy 2 Dywizjonu Okrętów Transportowo-Minowych. W 2009 objął stanowisko szefa szkolenia 8 Flotylli Obrony Wybrzeża. W 2012 został wyznaczony na stanowisko zastępcy dowódcy 8 FOW. W 2014, po ukończeniu Studiów Polityki Obronnej w Naval Command College, został wyznaczony na stanowisko szefa Oddziału Ćwiczeń w Zarządzie Morskim Inspektoratu Marynarki Wojennej Dowództwa Generalnego Rodzajów Sił Zbrojnych, a w listopadzie tego samego roku objął stanowisko służbowe szefa Zarządu Uzbrojenia w Inspektoracie Marynarki Wojennej w DG RSZ. Od 6 maja 2016 do 4 listopada 2018 pełnił obowiązki dowódcy 8 Flotylli Obrony Wybrzeża w Świnoujściu. 31 stycznia 2023 zakończył zawodową służbę wojskową przechodząc w stan spoczynku.
Awansował kolejno na stopnie oficerskie:
- podporucznika marynarki – 1987
- porucznika marynarki – 1990
- kapitana marynarki – 1994
- komandora podporucznika – 1999
- komandora porucznika – 2005
- komandora – 2009
- kontradmirała – 2018[4].

## Odznaczenia
- Złoty Krzyż Zasługi[5]
- Brązowy Krzyż Zasługi
- Morski Krzyż Zasługi
- Srebrny Medal za Długoletnią Służbę
- Złoty Medal „Siły Zbrojne w Służbie Ojczyzny”
- Srebrny Medal „Siły Zbrojne w Służbie Ojczyzny”
- Brązowy Medal „Siły Zbrojne w Służbie Ojczyzny”
- Złoty Medal „Za zasługi dla obronności kraju”
- Srebrny Medal „Za zasługi dla obronności kraju”
- Brązowy Medal „Za zasługi dla obronności kraju”
- Odznaka honorowa „Dowódcy Okrętu Marynarki Wojennej”
- Odznaka okolicznościowa Marynarza Jednostek Pływających I Klasy (Złota)
- Odznaka pamiątkowa Dowództwa 8.FOW
- Medal Błogosławionego ks. Jerzego Popiełuszki
- Odznaka absolwenta Naval War College – Stany Zjednoczone

## Życie prywatne
Pasjonuje się sportem, przede wszystkim piłką nożną oraz narciarstwem zjazdowym. Z żoną Małgorzatą ma trójkę dzieci: Aleksandrę, Karolinę i Michała.